# ラムセス4世
ラムセス4世（Ramesses IV、在位：紀元前1151年 - 紀元前1145年）は、古代エジプト第20王朝の第3代ファラオ。即位名はヘカマアトラー。即位前の名前はアメンヘルケプシェフと言った。

## 概要
ラムセス3世の5番目の王子として王妃ティティの間に生まれた 。先に後継者に指名されていた4人の兄が父に先立って死去したことにより、父の治世22年目頃に皇太子となった。
アメン神殿の第三神官アメンエムオペトの墓には、彼がラムセス3世の治世27年目に、皇太子だったアメンヘルケプシェフ王子によってその地位に任命されたとする記録が残っている。
ラムセス3世の治世末期、異母兄弟のペンタウラー王子と側室ティイの陰謀による暗殺事件が発生した。多数の支持者が連座したこの事件によってラムセス3世は実際に殺害されたか、その直後に死亡した。ラムセス4世は即座に混乱を収束させて即位し、計画に携わった者たちを捕らえて裁判にかけた。ほぼ全員が有罪判決を受け、さらにその殆どが処刑された。父王の治世は30年以上続いたため、ラムセス4世自身も即位時は既に40歳を過ぎていた。
治世中はワディ・ハンママートやシナイ半島の鉱山に大規模な採掘部隊を派遣し、そこで得た資材を用いて、先王たちの築いた神殿群を増築している。また、自らの手による記念碑も建立している。オシリスに捧げられたアビドスの記念碑では、自らの統治が長く偉大なものになるよう祈願している。しかし、その願いに反して在位期間は6年と短かった。ラムセス4世の死後は息子のラムセス5世が後を継いだ。
新王国時代のエジプトで大規模な建築活動が行われたのはラムセス4世の治世が最後だった。彼の治世以降、王の統治に関する記録は目立って減っていくことになる。
ラムセス4世のミイラは、1889年にKV35号墓で発見された。ミイラの状態は良好で、身長は160センチ。顔や身体の形を保つため眼窩にはタマネギが、腹部には乾燥した苔状の物体が入っていた。